# أسقفية الرومان الكاثوليك في ليما
أسقفية الروم الكاثوليك في ليما (باللاتينية: Archidioecesis Limana)‏ هي جزء من الكنيسة الكاثوليكية الرومانية في بيرو التي تتمتع بالشراكة الكاملة مع الكرسي الرسولي. تأسست الأسقفية بوصفها أبرشية ليما في 14 مايو 1541. وقد تم ترقيتها إلى مستوى أسقفية العاصمة من قبل البابا بولس الثالث في 12 فبراير 1546. كان أحد أساقفة الكنيسة القديس تريبريو موغروفيجو.
تتمثل الأبرشيات المساعدة في كل من: كالاو، كارابايلو، تشوسيكا، هواتشو، إيكا ولورين. كان الكاردينال خوان لويس سيبرياني ثورن هو رئيس أساقفة ليما منذ عام 1999. إن قصر رئيس الأساقفة في ليما هو مقر الأسقفية.